# António Gil Hernández
António Gil Hernández (Valladolid, 1941) é académico da Academia Galega da Língua Portuguesa (AGLP), tem-se destacado, nos últimos 30 anos, pelas investigações sobre sociolinguística referida à Galiza.
Colaborador das revistas "Cadernos do Povo", "Nós", "O Ensino", "Temas do Ensino" e "Agália" (da qual tem sido, oficiosamente, diretor). É o atual diretor do Boletim da AGLP.
Tem participado em congressos e encontros sobre a situação da língua galega.
Juntamente com o Dr. José Luís Fontenla Rodrigues, integrou a  Delegação da Comissão Galega do Acordo Ortográfico, no encontro, em Lisboa, para o Acordo Ortográfico 1990, assinado em 12 de outubro.
É membro da Associação de Amizade Galiza-Portugal, das Irmandades da Fala da Galiza e Portugal, da Comissão Galega do Acordo Ortográfico e da Sociedad Española de Lingüística.
Além da sociolinguísta, António Gil Hernández tem publicado também livros de poesia, artigos de ensaio literário e de linguística estrita.

## Obras
TEORIZAÇÃO, FUNDAMENTOS E HISTÓRIA DA SOCIOLINGUÍSTICA
1980:
“Sobre o lusismo”, carta publicada em Man Común, nº1, p. 56.
1986:
“Dimensões no processo normalizador de uma comunidade linguística:
Galiza. (Epílogo para galegos, portugueses, brasileiros e africanos de expressom portuguesa)” in: Temas do Ensino, nº6/10, Vol. II, Pontevedra - Braga, 36 págs.
1988:
“Dez pontos para a discussão sobre o galego”, in: Nós, nº 7-12, Pontevedra -Braga, 4 págs.
“A língua escrita, enquanto símbolo identificador” in: O Ensino, nº 23-28, Pontevedra - Braga, 5 págs.
“A Língua como facto social: Língua e nação” (segunda missiva), in: Agália nº14, Verão, Ourense, 9 págs.
1989:
"O conceito de diglossia segundo Ch. A. Ferguson, e a sua pertinência para a Comunidade Lusófona  da Galiza. Um caso de diglossia por deslocação"(artigo elaborado juntamente com o Prof. Dr. Henrique Rabunhal), in: Nós, núm. 13-18 (Janeiro-Dezembro), Pontevedra - Braga, 27 págs.
1994:
“Limiar ajoelhado e rouquenho a um “silêncio ergueito” e descontraído”, in: Nós nº 35-40, Pontevedra - Braga, 8 págs.
“Mais sobre língua literária da “galegofonia” in: Temas do Ensino, nº 27-38,  (Vol. VII-IX), Pontevedra - Braga, 8 págs.
ANÁLISE DO ORDENAMENTO JURÍDICO RELATIVO À LÍNGUA, NA GALIZA
1985:
“A situação de direito no Estado Espanhol: desigualdade entre as comunidades linguísticas. Uma opinião desde a Galiza” in: O Ensino nº 11-13, Pontevedra - Braga, 12 págs.
1987:
“Informe sobre a Sentença do Tribunal Constitucional no recurso de inconstitucionalidade contra as Leis de Normalizaçom Linguística, in specie a galega” (com o Prof. Doutor Xavier Vilhar Trilho), in: Agália nº10, verão, Ourense, 11 págs.
1988:
“A língua como facto social (duas missivas)”, in: Agália nº14, verão, Ourense, 1ª parte: 11 págs.
1990:
“Apontamentos sobre os direitos linguísticos na Galiza espanhola”, comunicação apresentada ao III Congresso Internacional de Lusitanistas, celebrado em Coimbra de 18 a 22 de Junho de 1990, 23 págs. Publicado nas Atas.
ANÁLISE DO DISCURSO ISOLACIONISTA E COMENTÁRIOS SOBRE AS NORMAS DE CORREÇÃO IDIOMÁTICA EXISTENTES

1986:
“Aproximaçom à análise do(s) discurso(s) sobre a língua em textos da filologia oficial na Galiza”, in: Actas do I Congresso Internacional da língua galego-portuguesa na Galiza. AGAL, Ourense, 45 págs.
“Humildade e cortesia intelectual. Resposta aberta a X.F.R.”, in: Agália, nº6, Verão, Ourense, 32 págs.
“Normativizaçom na Galiza”. Comunicação apresentada ao Hizkuntza Minoritzaren Soziologi Biltzarrea, Congresso de Sociologia das Línguas Minorizadas, celebrado em Getxo (País Basco) em 1986. Publicado nas actas do congresso por Ttartalo, 25 págs.
1987:
“As normas de correção idiomática para o galego desde o ano 1970. Análise do discurso legitimador” in: O Ensino, nº 18-22, Pontevedra - Braga, 21 págs.
“Sobre dicionários galegos”, conversa (grafada) com Isaac Alonso Estravís, diretor e autor do Dicionário da Língua Galega comum”, in: Isaac Alonso Estravís: Estudos filológicos galego-portugueses, Alhena Ed., Madrid, 45 págs.
1991:
“Isolacionismo e constrita desgaleguização da comunidade lusófona na “Comunidade Autónoma Galicia”. Congruência do “autonomismo bien entendido” com o Language Planning, dito “possível” e “realista”, permitido pela legalidade fundamental espanhola”, in: Nós, nº 19-28, Ponte   Vedra - Braga, 22 págs.
“Corpus Planning/Status planning: correlacionamentos”, comunicação apresentada ao I Seminario Internacional sobre Planificación Lingüística” organizado pelo Consello da Cultura Galega em Santiago de Compostela (texto ampliado), in: Nós, nº 19-28, Pontevedra - Braga, 14 págs.
1996:
Silêncio ergueito. Apontamentos sócio-políticos sobre questões aparentemente idiomáticas (infelizmente certificados apenas dez anos depois). Ed. do Castro, Corunha, 285 págs.
LÍNGUA E NACIONALISMO GALEGO. HISTÓRIA DAS “CONCÓRDIAS NORMATIVAS” E DAS ORGANIZAÇÕES NORMALIZADORAS
1984:
“Tese reintegracionista” in: AA.VV.: Que galego na escola?, I Encontros Labaca, Ed. do Castro, Corunha.
1985:
“Normativização na Galiza: contra as regras de ortografia para a desnormalização dos usos do galego”, in: Temas de O Ensino nº 4/5, 1985, Vol. I., Pontevedra - Braga (Parcialmente incluído no texto “Humildade e cortesia intelectual”, in: Agália, nº 6, Verão, Ourense, 1986).
1986:
“Partidos políticos e estandardização do idioma na Galiza”, in: Agália, nº7, Outono, Ourense, 14 págs.
1990:
“Da marginalidade à marginalização: cultura e democracia na Comunidade Autónoma galega”, comunicação apresentada aos Primeros Encuentros de la Sociología en Galicia. Santiago de Compostela, 6-7 de dezembro. Inédito